# Eoaleurina foliicola
Eoaleurina foliicola är en svampart som först beskrevs av Henn., och fick sitt nu gällande namn av Korf & W.Y. Zhuang 1986. Eoaleurina foliicola ingår i släktet Eoaleurina och familjen Pyronemataceae.   Inga underarter finns listade i Catalogue of Life.